# Горні-Ломна
Горні-Ломна (чеськ. Horní Lomná, пол. Łomna Górna, нім. Ober Lomna) — село, яке розташоване в долині річки Ломна, на південному сході округу Фридек-Містек, Моравсько-Сілезького краю. Населення — 356 осіб (2022), а площа — 2466 га. У 2001 році, 28 % населення села визнали себе поляками.

## Географія
Місто Тршинець розташоване за 16 км на північ, місто Фрідлант-над-Остравіці — на 21 км на захід, місто Чеський Тешин — 24 км на північ, а місто Фрідек-Містек — на 27 км на північний захід.
Протікає річка Ломна.

## Історія
Перша письмова згадка про село датується 1690 роком, коли тут почали добувати залізну руду. Заселення долини р. Ломна почалося в 1646 році. Адміністративна одиниця Ломна, з'являється в 1730 році. Назва села походить від річки Ломна. У 1770 році, Ломна мала 489 мешканців. Перша приватна школа була відкрита у 1830 році. За австрійським переписом 1843 року, Ломна мала 817 мешканців у 58 дворах. Три робітники працювали на трьох млинах і десятеро на п'ятьох лісопильних. 1844—1847 роках, голод спричинив значну кількість смертей. Перша польська державна школа почала діяти у 1852 р. Згідно з австрійським переписом 1910 року, в Горній Ломні проживало 615 мешканців, з них: 602 (97,9 %) — поляки, 11 (1,8 %) — чехи і 2 (0,3 %) — німці.

## Уродженці
У селі народився і активно працював університетський педагог, філолог і літературознавець у галузі Чесько-польський літературних зв'язків Ян Корзенний. Він також займався польською регіональною літературою Тешинської Сілезії та регіональною історією з акцентом на долині Ломни.

## Населення

Вікова структура мешканців села Горні-Ломна у 2011 році